# Flora Moscovici
Pour les articles homonymes, voir Moscovici.
Flora Moscovici, née en 1985, est une artiste contemporaine française.

## Biographie
Flora Moscovici est diplômée de l’École nationale supérieure d’arts de Paris-Cergy. Elle a exposé dans plusieurs centres d'art, galeries, musées, lieux associatifs, chapelles, en France, en Europe, aux États-Unis et au Canada.
L'artiste explore depuis un moment les relations peinture-lumière dans l’espace (qu’il soit intérieur ou extérieur), cette réflexion lui permet d’envisager une approche picturale essentiellement in situ, cherchant à entrer en résonance avec un espace spécifique. Elle s’attache à proposer une lecture affective du lieu, à le charger de nouvelles sensations. La réalisation de ses œuvres est donc précédée d’un temps d’observation portée aux détails architecturaux, à la nature ou à la couleur d’un crépi, à une atmosphère ou aux traces d’occupations successives, à tout ce qui peut stimuler ou activer l’imaginaire de l’artiste et l’amener à créer un « espace autre » (aimant à rappeler que « [L’]on ne vit pas dans un espace neutre et blanc »). En ce sens elle accorde une attention particulière aux lieux marginaux ou intermédiaires dont elle cherche à faire surgir le potentiel plastique et émotionnel. Son intérêt pour les interstices et les zones de circulation trouve également à s’exprimer en plein air au travers de déambulations et viennent confirmer la sensation que l’on peut avoir face à ses œuvres de traverser/éprouver un paysage.
« Soutenu par un travail d’investigation sensible et en venant souligner un espace ou une situation par la couleur, le geste artistique de Flora Moscovici participe d’un double mouvement d’imprégnation (du lieu par l’artiste mais aussi de la peinture par les murs) et de révélation. » 
Le lieu de réalisation devient territoire de recherche et de production, atelier et chantier dans une forme d’expérimentation ouverte aux accidents, aux variations de gestes, de couleur et d’intensité. Son approche « atmosphérique » de l’espace évite l’effet de décor qui viendrait masquer et recouvrir le lieu alors qu’elle cherche à le mettre en exergue,

## Citation de l'artiste
« On m’a souvent demandé si ça ne me rendait pas triste que mes peintures disparaissent. J’ai toujours répondu que ça me paraissait être dans l’ordre des choses. Peut-être parce que les peintures murales ne disparaissent jamais vraiment, elles perdurent sous les couches qui les recouvrent. » 

## Distinctions
- Chevalière de l'ordre des Arts et des Lettres (2025)

## Expositions personnelles
- Voyages dans les Espaces, Hôtel Élysées Mermoz, Paris, 2014 [7]
- Des Ciels et des Sols, Le Quartier, Quimper, 2015 - commissariat Keren Detton [8]
- La Traversante, Galerie Triple V, rue Louise Weiss, Paris, 2016 - commissariat Vincent Pécoil [9]
- No Man's Land (le terrain, la peinture et les poteaux), Jardin C., Nantes, 2018 - commissariat MBDTCurators [10]
- A Coat of Many Colours, Galerie de Multiples, Paris, 2018 - commissariat Gilles Droualt [11]
- Viridité dans le Gymnase, DOC, Paris, 2018 [12]
- Coma Coloris Vif, Maison Salvan, Labège, 2018 - commissariat Paul de Sorbier [13]
- Dans le jardin du musée Yvonne Jean-Haffen, Dinan, 2018
- Spre randacini, Fondation Interart Triade, Timișoara, 2019 [14]
- Décoration, quelle horreur !, L'Académie, Le Shed, Centre d'art contemporain de Normandie, Maromme, 2020[15]
- Solo show, Galerie de Multiples, Paris, 2021 - commissariat Gilles Drouault [16]
- Revêtement, cicatrices polychromes, Les Ateliers Vortex, Dijon, 2022 [17]
- Ville Songe, MAMAC, Nice, 2022 - commissariat Martine Meunier [18]
- Carte blanche, Maison Daura, Saint-Cirq-Lapopie, 2022 [19]
- L'écume de la Loire, Greenhouse, Saint-Étienne, 2023 [20]
- Passage vers le chœur, Chapelle du Genêteil, Le Carré, Château-Gontier-sur-Mayenne, 2023 [6]

## Expositions collectives
- Repetition Island, Centre Pompidou, Paris, 2010[21]
- Jiw Jean Jor Lok, Kadist Art Fondation, Paris, 2011 - commissariat Véronique Journaud & Bernard Marcadé[22]
- Art Souterrain, Montréal, 2012 - directeur Frédéric Loury[23]
- 777-6, Château Kerpaul, Loctudy, 2012 - commissariat Sylvie Ruaulx et Christophe Cuzin Cursed [24]
- Long they look, and deeply, Satis House, Belfast, 2013 - commissariat Kim McAleese & Eoin Dara [25]
- Novembre à Vitry, prix de peinture international, Vitre-sur-Seine, 2013[26]
- Dans la Maison de Monsieur C., Étape #2, Cramont, 2014 [27]
- Intertidal, proposition de MBDT, galerie Eva Meyer, Paris, 2015 [28]
- Festival de l'inattention, Glassbox, Paris, 2016 - commissariat Sophie Lapalu [29]
- L'Art dans les Chapelles, Chapelle de la Trinité, Bieuzy, 2016[30]
- Festival Vis-à-Vis, rue du Marché Popincourt, Paris, 2016 - commissariat BLBC [31]
- Mapping Studio, Vivarium, Rennes, 2016 - commissariat Mélanie Villemot [32]
- Adagio, La BF15, Lyon, 2017 - commissariat Perrine Lacroix [33]
- Color Block, Triple V, Paris, 2017 - commissariat Vincent Pécoil [34]
- Painting Spirit, Zoo Galerie, Nantes, 2017 - commissariat Patrice Joly & Arnaud Deschin [35]
- Une aventure à plusieurs dimensions, Galerie du Haut Pavé, Paris, 2018 - commissariat Éloïse Guénard [36]
- Fading Away, gallery 22,48m2, Paris, 2018 - commissariat Rosario Caltabiano & Céline Flécheux [37]
- Artorama, Marseille, 2018 [38]
- La nouvelle adresse, CNAP, Pantin, 2018 - commissariat Juliette Pollet [39]
- Le Génie du Lieu, Creux de l'enfer, Thiers, 2018 - commissariat Sophie Auger-Grappin [40]
- Dérobées, Villa Arson, Nice, 2019 - commissariat Éric Mangion [41]
- Une Journée avec Maria Vassilief, MABA, Nogent-sur-Marne, 2019 - commissariat Mélanie Bouteloup et Émilie Bouvard [42]
- Rhum Perrier Menthe Citron, Fræme, Friche Belle de Mai, Marseille, 2019 - commissariat Cédric Aurelle et Julien Creuzet [43]
- Le Temps entre les pierres, Le Voyage à Nantes, 2019[44]
- Museum Without Building, Le Petit Versailles, Elizabeth Foundation for the Arts, New York, 2019 - CNEAI, commissariat Sylvie Boulanger et Nicholas Vargelis [45]
- Super Position, Lycée Julie-Victoire Daubié, Argenteuil, 2019 - commissariat Eddie Bouakkaz [46]
- Nuit Noire, Galerie Kashagan, Lyon, 2019 - commissariat Hôtel Triki
- Seized by the Left Hand, DCA, Dundee, 2020 - commissariat Eoin Dara et Kim McAleese[47]
- Locus Amoenus, Plateforme, Paris, 2020 - commissariat Stéphanie Hab [48]
- 22 E-BUSWAY - 22 ARTISTES, ligne 4 de e-busway, Nantes, 2020 - commissariat Le Voyage à Nantes [49]
- Modes & Travaux, Galerie Vallois, Paris, 2020 - commissariat The Drawer [50]
- Milléniales. Peintures 2000-2020, FRAC Nouvelle-Aquitaine MÉCA, Bordeaux, 2020 - commissariat Vincent Pécoil [51]
- Aux Foyers, Moly-Sabata / Fondation Albert Gleizes, Sablons, 2020 - commissariat Joël Riff [52]
- Tableaux vivants, performances au Musée, Centre Beaubourg, Paris, 2021. Collaboration avec la chorégraphe Lina Schlageter sur le thème de la peinture et de la danse[1].
- La Couleur Crue, Musée des Beaux-Arts de Rennes, Rennes, 2021 - commissariat Anne Langlois, Sophie Kaplan et Jean-Roch Bouiller [53]
- Ensem, MO.CO. Hors les murs, Montpeyroux, 2021 - commissariat Vincent Honoré [54]
- Soñj, Festival en pays de Landerneau, 2022 - commissariat Joëlle Le Saux [55]
- Déborder la toile, CCC OD, Tours, 2022 - commissariat Marine Rochard [56]
- Au Bonheur, CEAAC, Strasbourg, 2022 - commissariat Alice Motard et Joël Riff [57]
- Fine fleur, Omstand, Arnhem, 2023 - commissariat Nanda Janssen [58]